# رومان كريستا
رومان كريستا (بالتشيكية: Roman Kresta)‏ مواليد 24 أبريل 1976، هو سائق راليات تشيكي بدأ مسيرته في سنة 2001. كان أول رالي له هو رالي أكروبوليس 2001. تنافس في بطولة العالم للراليات. صعد على المنصة 0 مرة خلال مسيرته.

## معرض صور

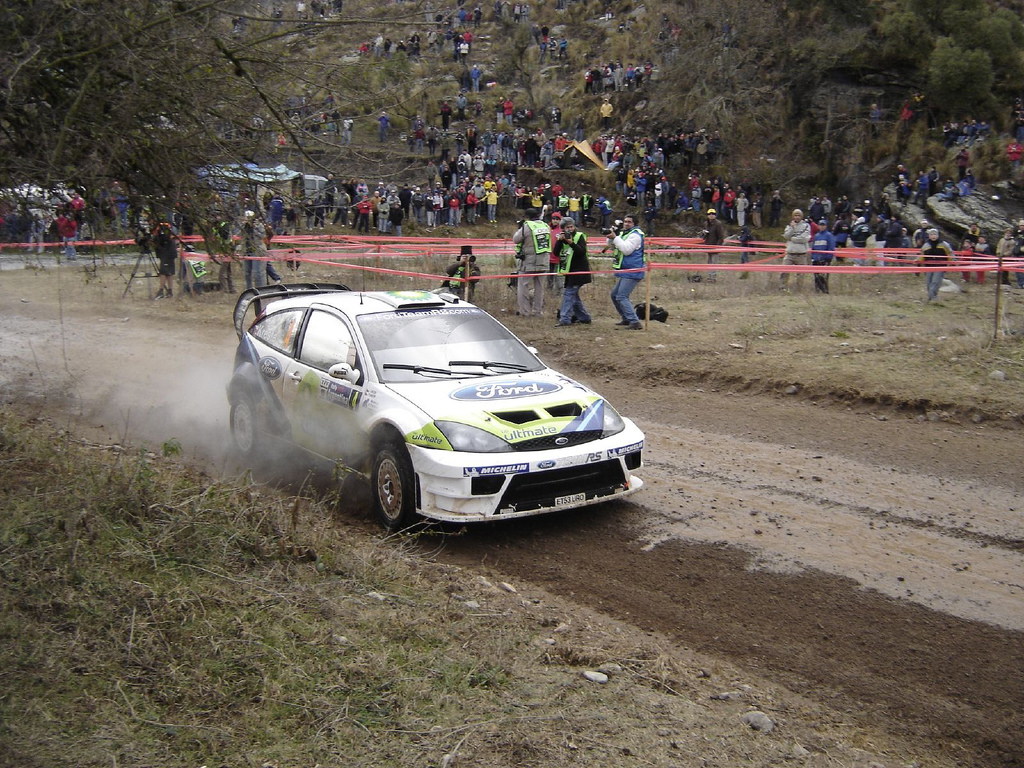
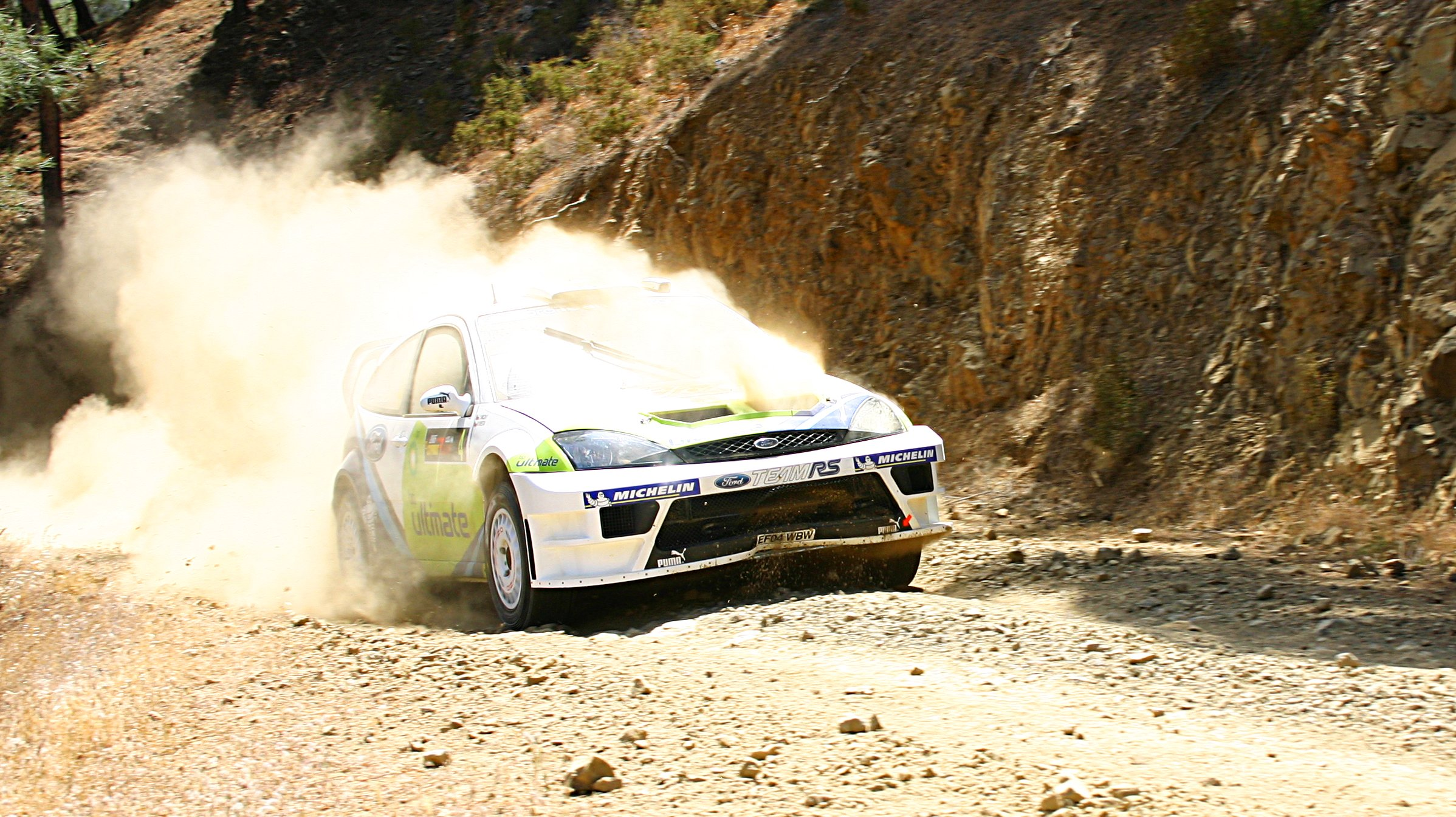
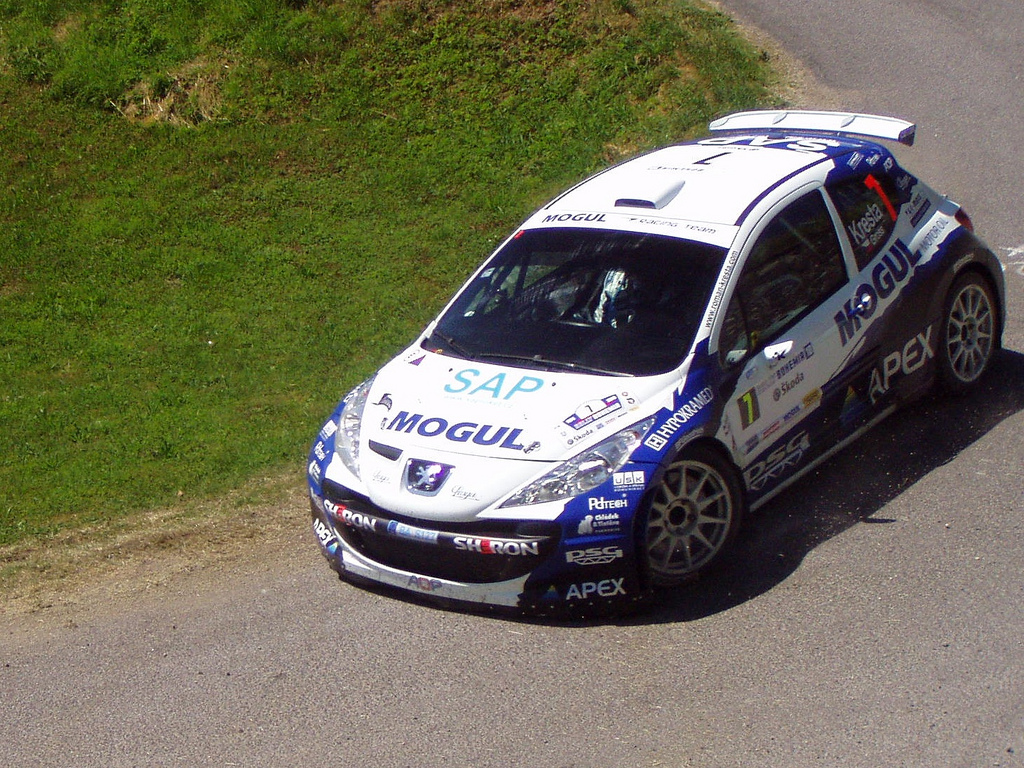

## فرق مثلها
- بيجو
- شكودا أوتو
- شركة فورد

## روابط خارجية
- رومان كريستا على موقع Rallye-info.com (الإنجليزية)
- رومان كريستا على موقع eWRC-results.com (الإنجليزية)